# Candi Agustí i Trilla
Candi Agustí i Trilla (Castellfollit de la Roca, 10 de desembre del 1875 - Olot, 21 de maig del 1963) va ser un metge cirurgià, odontòleg i escriptor, regidor de l'Ajuntament d'Olot.

## Biografia
Fill de Joan Agustí i Surroca i Joaquima Trilla. Va estudiar a l'Escola Pia d'Olot, va marxar a Girona a estudiar el batxillerat que va acabar el 1893. Es va llicenciar en medicina a Barcelona el 6 de febrer de l'any 1900. Va aconseguir una plaça d'intern a l'Hospital de la Santa Creu. El 1903 ingressa a la clínica dental del doctor Bover a Olot, després va marxar a la clínica Aumedo, de París a ampliar coneixement en odontologia. Més endavant es va establir al carrer Sant Rafael d'Olot, on va posar una consulta d'odontològia.
L'any 1901 va assistir al congrés d'Unió Catalanista com a delegat per Olot i, a més, poc després es convertiria en el president local de la Lliga Regionalista. Catalanista, conservador i amic personal de Francesc Cambó, va arribar a ser tinent d'alcalde de la capital garrotxina. Quan era tinent d'alcalde de l'Ajuntament d'Olot (1912), va impulsar la creació d'una institució benèfica, “La Caritat”, per assistir pobres i infants, i el 1914 va presidir la junta acompanyat per diverses personalitats. En fou president fins al 1963. També impulsar el projecte de portar aigua potable de Sant Roc a la ciutat. El 1919 presentava un primer projecte per la construcció del “Grup Escolar” – inaugurat el 1932 –; i va ser fundador de l'Assemblea Local de la Creu Roja a Olot, del qual va ser-ne president l'any 1956.
El 1963 la ciutat d'Olot li va retre un homenatge, ofert per La Caritat, la Creu Roja local i per l'Ajuntament, i li concedí l'Encomanda al Mèrit Civil de Sanitat.
En el món de la cultura també va tenir un paper destacat, fou promotor del moviment pro esperanto, i el 28 de juliol de 1912 fou nomenat vicepresident d'Olota Stelo, va formar part del comitè directiu del IV Congrés Regional Esperantista de Kataluna Esperanta Federacio, que es va celebrar a Olot. Va ser un dels fundadors de la Societat Olotina de Cultura, març de 1916. Va col·laborar a les revistes Vida Olotina i El Deler.
L'any 1958 va escriure l'obra En Josep de Costabella. Odissea d'un olotí durant el domini marxista, va guanyar el premi del Patronat d'Estudis Històrics Olotins. On relata la seva experiència entre 1936 i 1939. I és que amb l'esclat de la guerra, a causa de la seva militància en les files del catalanisme conservador, Candi Agustí es va haver d'amagar per no ser assassinat pels revolucionaris. Així mateix, el 1939 els franquistes el van empresonar uns mesos a la Model de Barcelona. Després va poder tornar a Olot, on va reprendre les seves activitats.
Altres obres que va escriure són: Records de la cas gran publicat el 1957, on explica anècdotes de quan era regidor a l'ajuntament d'Olot; En Gridó publicat el 1956, on ens aporta records del seu pare -en Gridó- i de la família ; i En Passavent (quadre de costums del país) publicada el 1961 i on tot explicant la vida d'un jornaler de la Peroleda (casot de Sant Aniol de Finestres) ens fa unes pinzellades de la vida rural garrotxina de l'època.
El 1902, es va casar amb Maria Gràcia Masó i Simón, de Mieres, amb la qual va tenir nou fills: Joan (mort abans de l'any), Lluïsa, Joaquima, Maria Salut, Josep Maria, Conxita, Ramon, Joan i Montserrat.